# Óscar Rossi
Coco, właśc. Óscar Pablo Rossi (ur. 27 lipca 1930 w Buenos Aires, zm. 6 września 2012 tamże) – argentyński piłkarz grający na pozycjach: pomocnik (rozgrywający)i napastnik (prawy łącznik). Później trener.

## Życiorys
Urodzony w Buenos Aires (w dzielnicy Parque Patricios) Rossi karierę piłkarską rozpoczął w 1950 roku w klubie CA Huracán, gdzie grał do 1953 roku, po czym na krótko w 1954 roku przeniósł się do drużyny Racing Club de Avellaneda. W latach 1955–1959 ponownie grał w Huracánie, gdzie jego talent docenił trener drużyny Adolfo Pedernera. W 1960 roku przeniósł się do San Lorenzo de Almagro, w którym do 1962 roku wspólnie z José Sanfilippo tworzył świetnie zgrany duet, wystawiając bramkostrzelnemu partnerowi wiele piłek. Razem z San Lorenzo wziął udział w pierwszej edycji Pucharu Wyzwolicieli (Copa Libertadores 1960), docierając do półfinału.
Jako gracz klubu San Lorenzo wziął udział w turnieju Copa del Atlántico 1960, gdzie Argentyna zajęła drugie miejsce. Rossi zagrał w dwóch meczach – z Brazylią i Urugwajem. W 1961 roku Rossi razem z klubem San Lorenzo zdobył tytuł wicemistrza Argentyny.
Jako piłkarz klubu San Lorenzo wziął udział w finałach mistrzostw świata w 1962 roku, gdzie Argentyna odpadła w fazie grupowej. Rossi zagrał tylko w meczu z Bułgarią.
Rok później wziął udział w turnieju Copa América 1963, gdzie Argentyna zajęła trzecie miejsce. Rossi zagrał w czterech meczach - z Kolumbią (tylko w drugiej połowie - w przerwie meczu zastąpił Jorge Fernándeza), Peru (w 55 minucie zmienił go Mario Rodríguez), Ekwadorem (w 84 minucie zastąpił na boisku Raúla Savoya) i Paragwajem (wszedł za Enrique Fernándeza). Podczas turnieju Rossi był najlepszym dryblerem reprezentacji obok Raúla Bernao.
W 1963 roku razem z reprezentacją Argentyny Rossi zwyciężył w turnieju Copa Chevallier Boutell 1963.
W San Lorenzo Rossi grał do 1964 roku. Później w 1967 roku występował w klubie Almagro Buenos Aires, a karierę piłkarską zakończył w 1969 roku w Huracánie. W lidze argentyńskiej rozegrał w sumie 287 meczów i zdobył 69 bramek. Uchodził za znakomitego dryblera, któremu piłka "kleiła się do nogi". Mówiono o nim, że nie jest "wariatem dryblingu", lecz piłkarzem, który kreśląc na murawie dziwne wzory, zdobywał sobie przestrzeń do gry. Podczas meczu, jak każdy ówczesny drybler, miał przygarbioną sylwetkę i zawsze opuszczone getry.
Po zakończeniu kariery piłkarskiej Rossi został trenerem – w 1978 roku kierował drużyną San Miguel Buenos Aires, która występowała wówczas w lidze Primera D Metropolitana.